# 城山美佳子
城山 美佳子（しろやま みかこ、1969年9月29日（55歳） - ）は、日本の女優。アイドルデュオ「パンプキン」元メンバー。
東京都大田区出身。サンミュージックプロダクション所属。

## 来歴・人物
身長157cm、血液型AB型。
3歳の時に劇団日本児童に入団、子役として活動。
その後、アイドルグループパンプキンの一員としてデビュー。1993年のパンプキン解散後はテレビのレポーターや舞台などで活躍。
特技は水泳。趣味は、料理、スキューバダイビング、映画鑑賞、アイススケート。「一家そろってクイズ番組好き」とも話していたことがある。

## 出演

### テレビドラマ
（）
- 仮面ライダー (新)  第30話「夢を食べる? アマゾンから来た不思議な少年」（1980年、MBS） - 令子
- 熱中時代 （日本テレビ）
- かたぐるま （日本テレビ） - 田代令子
- 池中玄太80キロ (パートII) （日本テレビ） - 1981年、第12話ゲスト
- 東芝日曜劇場 （TBS系列）
  - 弟よ （1981年8月30日）
  - 夫婦の想い （1981年11月15日）
  - うちの母ちゃん、お玉ちゃん （1983年3月13日）
- こども傑作シリーズ『宿題ひきうけ株式会社』（テレビ朝日） - 1982年3月16日
- 木曜ゴールデンドラマ『哀しみは女だけに』（読売テレビ） - 1982年4月15日
- 出逢い・めぐり逢い （TBS） - 直子、第11話から出演
- 特捜最前線 （テレビ朝日） - 第329話「父と娘のしあわせ方程式！」（1983年9月14日）
- 火曜サスペンス劇場『連鎖寄生眷属』（日本テレビ） - 1984年2月21日
- ビートたけしの学問ノススメ （TBS）
- 月曜ワイド劇場『女タクシー運転手 バックミラーは見た！』（日本テレビ） - 1984年12月17日
- 銀河テレビ小説『主夫物語』（NHK総合、1986年6月23日～7月18日）
- はぐれ刑事純情派・第5シリーズ（テレビ朝日） - 第19話「待っている女・死体から鳴る電話」（1992年8月12日）
- 命なりけり （TBS） - 1994年8月15日
- 風の刑事・東京発!（テレビ朝日） - 第18話「相続税で躓いた女! 父の形見」（1996年3月6日）
- 水戸黄門 (第25部) - 第34話「黄門さまは嫁奉行」（1997年8月18日）、おみつ
- 月曜ゴールデン『萬屋長兵衛の隅田川事件ファイル・其ノ弐』（TBS、2010年2月15日）
- トクボウ 警察庁特殊防犯課 第3話（2014年、読売テレビ / 日本テレビ） - 杉山亜紀
- 土曜プライム・土曜ワイド劇場『ショカツの女 新宿西署 刑事課強行犯係・12』（テレビ朝日、2016年7月9日） - 金城真紀子
- 月曜名作劇場「釣り刑事7」（2016年8月1日、TBS） - 塩田典子
- PTAグランパ!（2017年） ‐ 宇田川梓
- 刑事7人（SEASON4）（テレビ朝日） - 第4話「時効成立の罠… 23年前の母の声」（2018年8月1日）、杉村加奈子
- ハラスメントゲーム 秋津VSカトクの女 （テレビ東京、2020年1月10日）

### 映画
- パンツの穴
- おれは男だ! 完結編（1987年） - 木崎真弓（剣道部員）
- 男はつらいよ 寅次郎の縁談（1993年） - 亜矢

### ラジオ
- はいぱぁナイト水曜日アシスタント（メインパーソナリティーは田原音彦）